# Pīr Vash
Pīr Vash (persiska: Pīr Vaḩsh, پیر وش) är en ort i Iran.   Den ligger i provinsen Khorasan, i den nordöstra delen av landet, 900 km öster om huvudstaden Teheran. Pīr Vash ligger 897 meter över havet och antalet invånare är 393.
Terrängen runt Pīr Vash är kuperad. Runt Pīr Vash är det ganska glesbefolkat, med 35 invånare per kvadratkilometer. Närmaste större samhälle är Qarah Sangī, 9,5 km nordost om Pīr Vash. Omgivningarna runt Pīr Vash är i huvudsak ett öppet busklandskap.